# Pensando na imortalidade do caranguejo

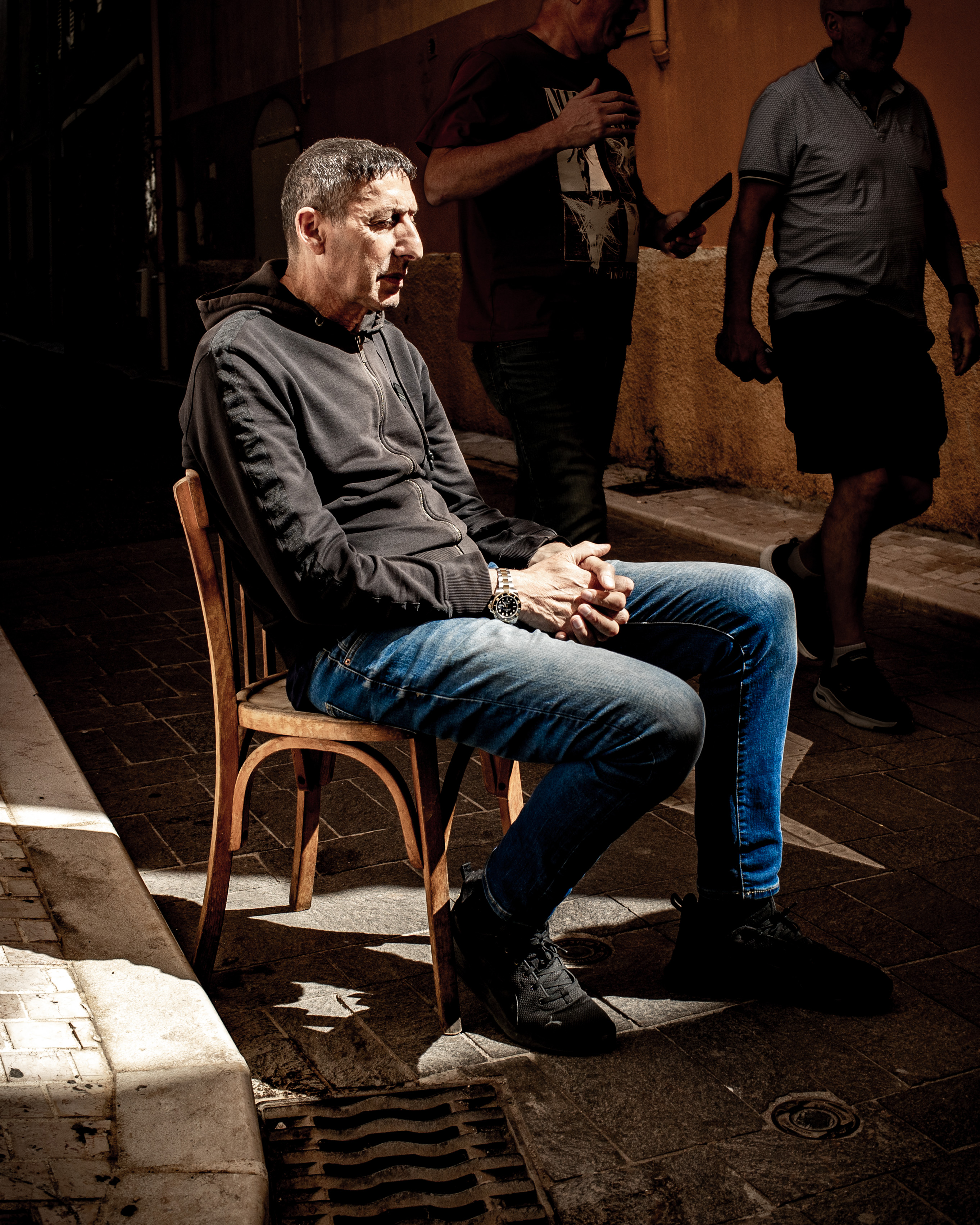
Um homem a sonhar acordado pode ser dito estar "pensando na imortalidade do caranguejo".

"Pensando na imortalidade do caranguejo" (em castelhano: Pensando en la inmortalidad del cangrejo) é um idioma espanhol sobre devaneio. É uma forma humorosa para dizer que alguém não está com de braços cruzados mas ocupado construtivamente em contemplação ou deixando a mente viajar.
A frase é normalmente usada para expressar que um indivíduo estava a sonhar acordado, "Quando não tenho nada que fazer, pensa na imortalidade do caranguejo" (Cuando no tengo nada que hacer, pienso en la inmortalidad del cangrejo). É também usada para acordar alguém do devaneio; "Estás a pensar na imortalidade do caranguejo?" (¿Estás pensando en la inmortalidad del cangrejo?)

## Em poesia
| ¿En qué piensas? —Nada, en la inmortalidad del cangrejo. | "Em que pensas?" "Nada, na imortalidade do caranguejo." |
| —Anonimo, Los mexicanos pintados por sí mismos           | —Anonymous, Mexican Self-portraits (1855)               |

| Inmortalidad del cangrejo Y de inmortalidades sólo creo en la tuya, cangrejo amigo. Te aplastan, te echan en agua hirviendo, inundan tu casa. Pero la represión y la tortura de nada sirven, de nada. No tú, cangrejo ínfimo, caparazón mortal de tu individuo, ser transitorio, carne fugaz que en nuestros dientes se quiebra; no tú sino tu especie eterna: los otros: el cangrejo inmortal toma la playa. | Imortalidade do caranguejo' E de todas as imortalidades apenas acredito na tua, caranguejo amigo. Esmagam-te jogam-te em água fervendo, inundam tua casa. Porém a repressão e a tua tortura de nada servem, de nada. Não tu, caranguejo ínfimo, carapaça mortal do teu indivíduo, ser transitório, carne fugaz que em nossos dentes se quebra; não tu mas tua espécie eterne: os outros: o caranguejo imortal toma a praia. |
| | —José Emilio Pacheco |

| Inmortalidad del cangrejo El más profundo problema: el de la inmortalidad del cangrejo, que tiene alma, Una almita de verdad ... Que si el cangrejo se muere todo en su totalidad con él nos morimos todos por toda la eternidad | Imortalidade do caranguejo O mais profundo problema: o da imortalidade do caranguejo, que tem alma, Uma almita de verdade ... Que se o caranguejo morre todo na sua totalidade com ele nós morremos todos por toda a eternidade |
| | —Miguel de Unamuno |

## Na literatura
O poeta e escritor dominicano Edgar Smith escreveu um romance em espanhol chamado La inmortalidad del cangrejo, sobre um homem que, cansado de sofrer na vida, decide matar-se, mas, depois de três tentativas falhadas, começa a questionar se pode morrer. O romance foi criticamente aclamado nos círculos hispânicos. Foi oficialmente lançado em janeiro de 2015 na República Dominicana, sendo apresentado na Biblioteca Hamilton Grange nos Estados Unidos em junho.

## Em filme
- Sena/Quina, la inmortalidad del cangrejo - um filme de 2005 de Paolo Agazzi[6]

## Variantes
O idioma é sobre devaneio. Frases semelhantes são usadas em várias línguas e pode variar dependendo do país.
- em tcheco/checo: přemýšlet o nesmrtelnosti chrousta – pensando na imortalidade da melolonta.
- em eslovaco: rozmýšľať nad nesmrteľnosťou chrústa – pensando na imortalidade da melolonta (chrúst).
- em finlandês: istun ja mietin syntyjä syviä – sentando e pensando sobre as origens iniciais do mundo.
- em polonês/polaco: myśleć o niebieskich migdałach – literalmente, "pensando sobre amêndoas azuis"; por vezes myśleć é trocado com śnić ou marzyć, mudando o significado para "sonhando com amêndoas azuis".[8]
- em português: pensando na morte da bezerra
- em romeno: a se gândi la nemurirea sufletului – pensando sobre a imortalidade da alma.
- Espanhol colombiano: echando globos – literalmente, "atirando balões", mas refere-se ao ato de soprar balões.
- Espanhol venezuelano: pensando en pajaritos preñados – pensando sobre pássaros grávidos.
- Espanhol peruano: pensando en la inmortalidad del mosquito – pensando na imortalidade do mosquito[9]